# Richard Rother
Richard Rother (* 8. Mai 1890 in Bieber im Spessart, Hessen-Nassau; † 2. November 1980 in Fröhstockheim) war ein deutscher Bildhauer und Holzschneider.

## Biografie

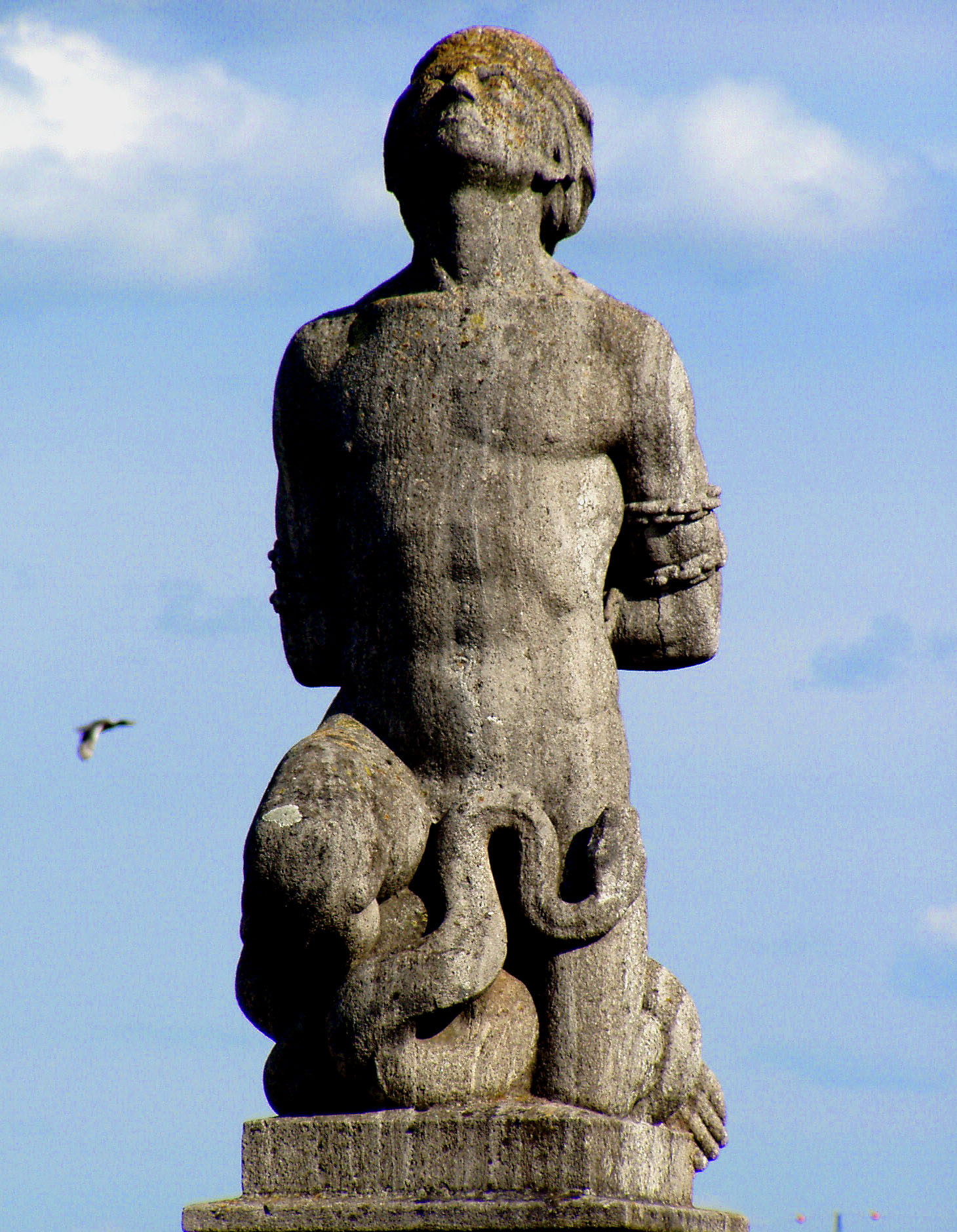
Denkt stets des Vaterlandes Knechtung nach dem Weltkrieg 1914–18, so lautet die heute kaum mehr lesbare Inschrift an dieser Brückenplastik auf der Alten Mainbrücke in Kitzingen, die später mit einer Metalltafel zur Erinnerung an die Gefallenen und Vermissten beider Weltkriege ergänzt wurde.

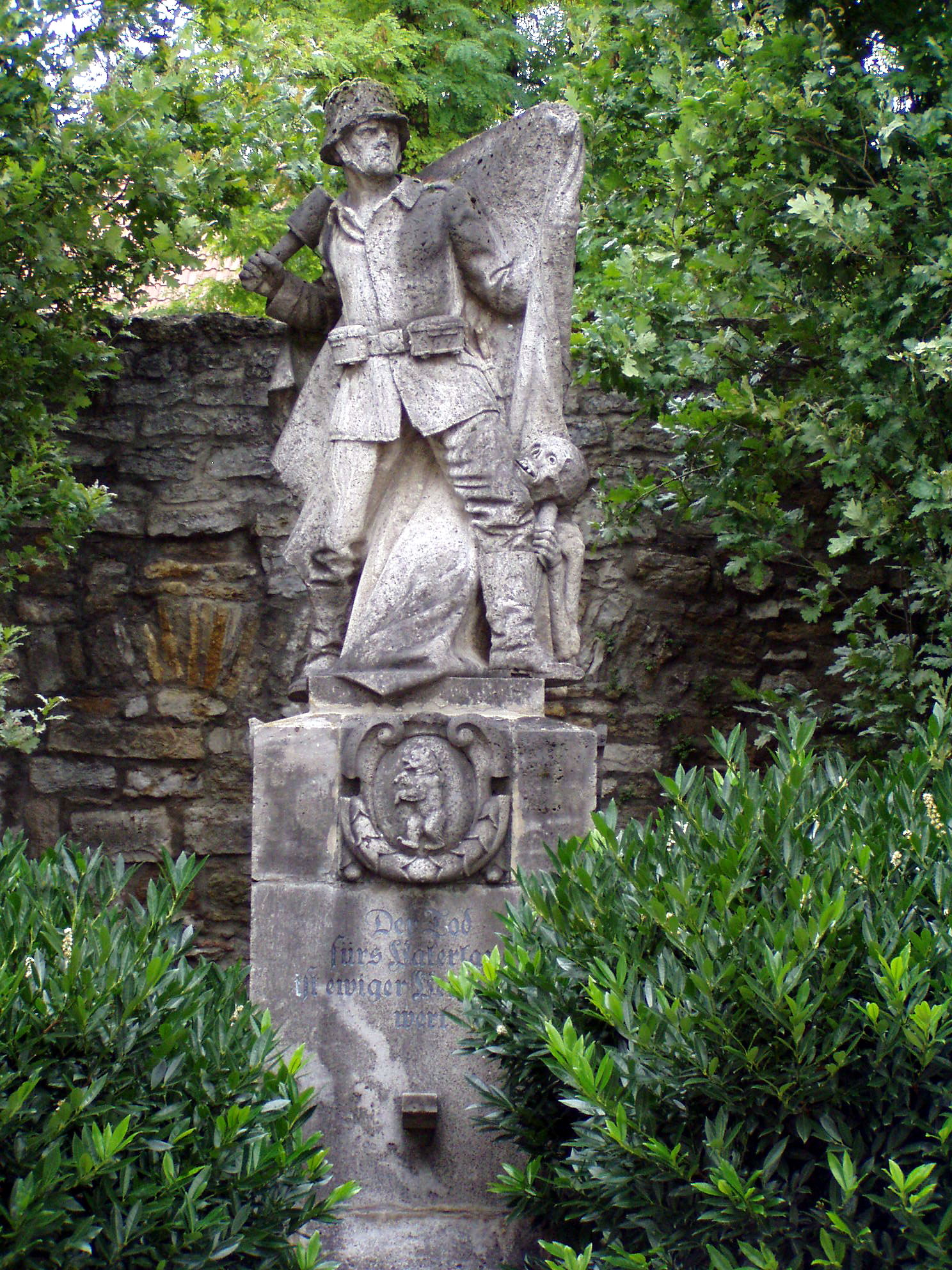
Das martialische Kriegsdenkmal in Mainbernheim von 1927, mit der Inschrift Der Tod fürs Vaterland ist ewiger Verehrung wert.

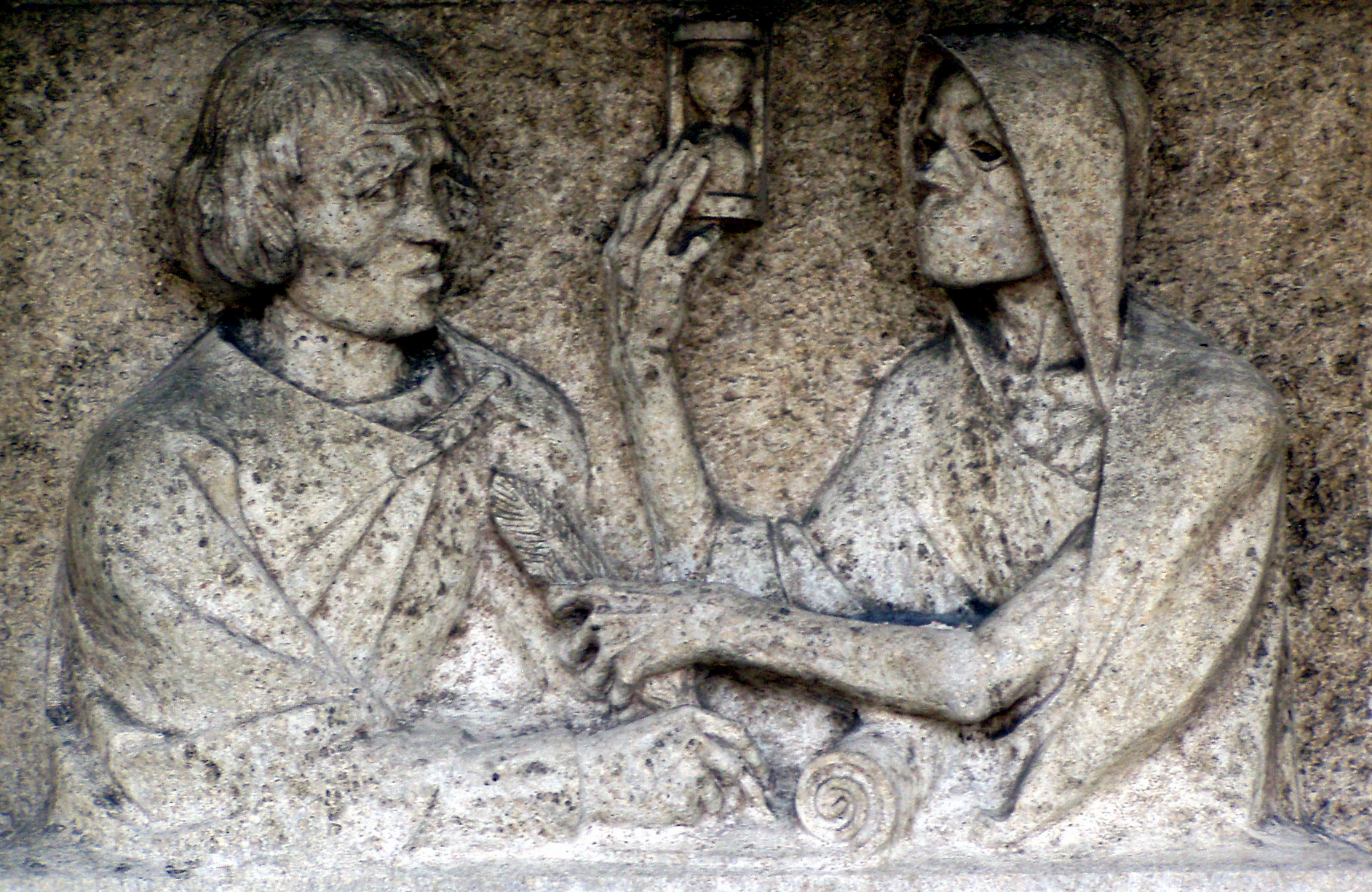
Grabplatte für den Verleger und Buchdrucker Valentin Hissinger auf dem Alten Friedhof in Kitzingen

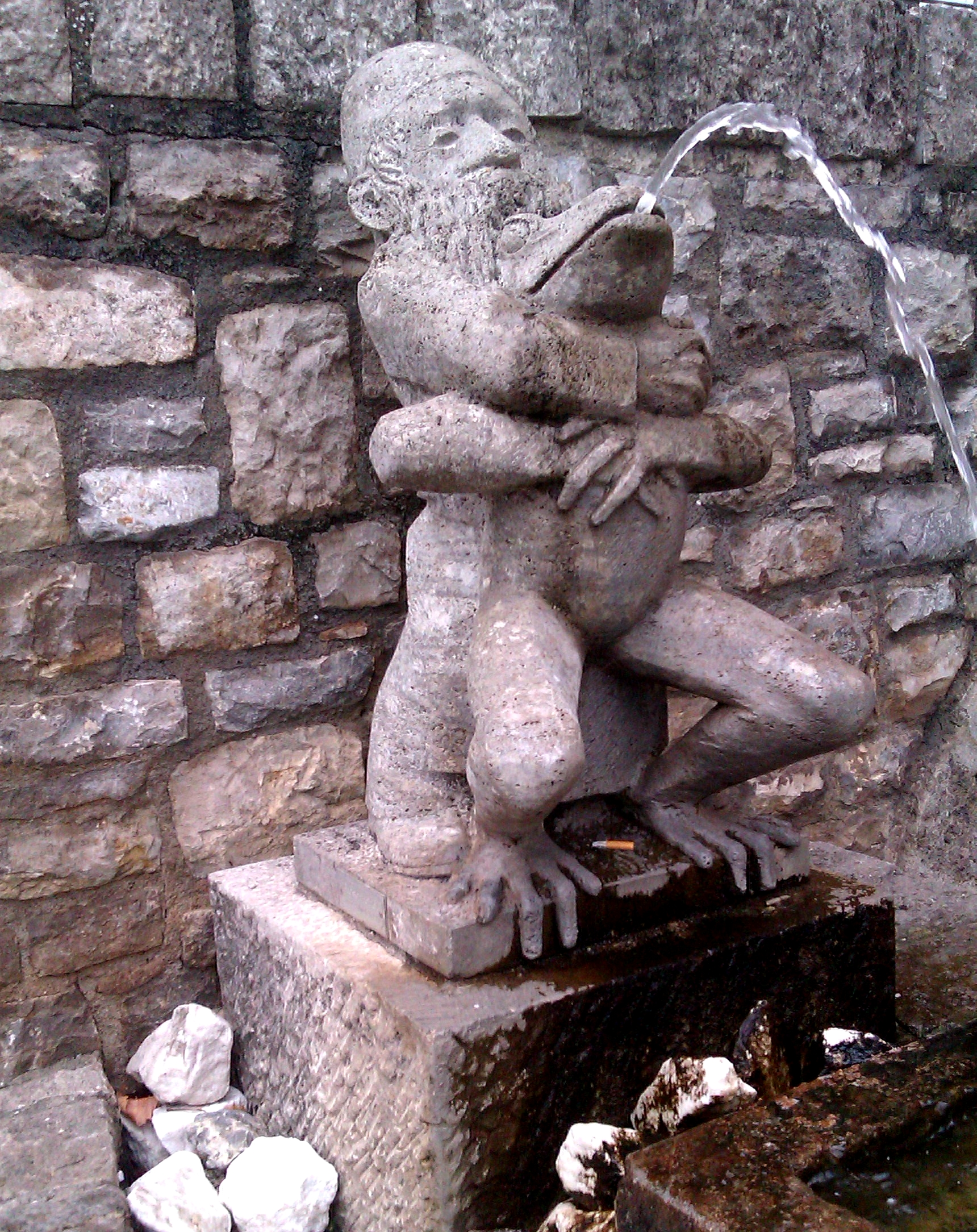
Froschreiter, Steinplastik an der Alten Mainbrücke auf der Kitzinger Mainseite, mittlerweile versetzt an den nördlichen Anfang der Kitzinger Marktstraße

Richard Rother, dessen Eltern aus Schlesien kamen, aber familiäre Wurzeln in Nürnberg hatten, wurde als Sohn eines Amtsrichters im hessen-nassauischen Bieber unweit von Gelnhausen geboren. Er hatte zwei Brüder und eine Schwester. Nach der Volksschule besuchte er das Humanistische Gymnasium Hadamar. Für einen Schülerstreich wurde er der Schule verwiesen. Für ihn stand jedoch schon frühzeitig ein künstlerisches Berufsbild fest. Den Grundstock für seine Laufbahn bildete der Besuch der Kunstgewerbeschule Nürnberg in der Klasse des Bildhauers Max Heilmaier. Auch Rudolf Schiestl zählte dort zu seinen Lehrern. 1910 erhielt er zwar einen Platz in der Bildhauerklasse von Hermann Hahn an der Kunstakademie München, konnte aufgrund der schmalen Witwenrente seiner Mutter nach dem Tod des Vaters diese Möglichkeit jedoch nicht nutzen.
Bis 1914 arbeitete Rother in den Ateliers von Bildhauern in München, Offenbach am Main und Frankfurt am Main sowie bei Philipp Widmer (1870–1951) in Nürnberg und lernte den Umgang mit den Materialien Holz, Stein und Stuck.
1914 wurde Rother nach Ausbruch des Ersten Weltkriegs zum Kriegsdienst eingezogen und an der Westfront eingesetzt. In der Champagne trug er bei einer Verschüttung schwere Quetschungen der Oberschenkel davon und kam für ein ganzes Jahr in ein Lazarett nach Alexandersbad. Er erhielt die silberne Bayerische Tapferkeitsmedaille, musste allerdings wieder bei einem Ersatzbataillon in Regensburg antreten. Zu einem erneuten Fronteinsatz kam es jedoch nicht mehr, da er bald ausgemustert und aus der Armee entlassen wurde. Rother kehrte zu seiner Mutter zurück, die in Limburg wohnte. Als Hilfsdienst-Verpflichteter arbeitete er auf einem Bauernhof bei Hadamar, wo er u. a. landwirtschaftliche Geräte in einer Feldschmiede reparierte.
Nach Kriegsende ging Rother nach Kitzingen, wohin ihn bei einer zufälligen Begegnung der dortige Bürgermeister Graff eingeladen hatte. Zu Anfang logierte Rother in einem Zimmer des Gasthofs „Zum Einhorn“ und konnte auf Vermittlung des Bürgermeisters in einer Maschinenhalle an der Straße nach Mainstockheim kostenlos einen Raum für seine erste Werkstatt nutzen. Dort führte er Auftragsarbeiten für Porträtbüsten aus. Als seine Mutter zu ihm ziehen musste, fand er eine Wohnung in Fröhstockheim und zog schließlich in das zum Schloss des Barons von Crailsheim gehörende sogenannte „Doktorhäusle“. Die elf Jahre, die er dort wohnte, bezeichnete er später als die schönste Zeit seines Lebens. Nur aufgrund der besseren Erreichbarkeit für seine Kundschaft zog er nach Kitzingen. Dort lernte er seine Frau Linde, geborene Mauer, kennen, die Tochter eines Forstmeisters aus Stadtprozelten, die als Lehrerin am Lyzeum in Kitzingen beschäftigt war. Die Heirat fand 1920 statt, die Tochter Gertraud wurde 1922 geboren. Später folgten noch die Söhne Jörg und Klaus (* 6. August 1925 in Fröhstockheim; † 22. Mai 2003 in Kitzingen). Die Geburtsanzeige für seine Tochter in Form von Holzschnitt-Drucken fand ungeahnte Resonanz, so dass für alle möglichen Anlässe seine Holzschnitte immer mehr nachgefragt wurden. In dieser Zeit beschäftigte sich Rother daher intensiv mit grafischen Techniken und insbesondere mit dem Holzschnitt, wobei er seine Motive vorwiegend im heimatlichen Winzermilieu und dem fränkischen Weinbau fand. Diese Holzschnitte wurden schließlich die bekanntesten Werke des ursprünglichen Bildhauers Rother.
In Kitzingen baute er sich schließlich am Galgenwasen ein Wohnhaus sowie eine Werkstatt. Mit Beginn des Dritten Reichs konnte er sich nach eigenen Angaben den offiziellen Aufträgen der NSDAP nicht verweigern, so z. B. für die Fertigung eines Denkmals für einen „Gefallenen der Bewegung“ in Sickershausen, der Anfertigung eines Exlibris für Joseph Goebbels oder den Anzeigen zu den Familienereignissen des mainfränkischen Gauleiters Otto Hellmuth. Gemäß Elmar Schwinger beauftragte die Stadt Iphofen im Jahr 1935 den Künstler, zwei antisemitische Tafeln an den Stadttoren des Ortes, unter anderem am Rödelseer Tor, zu gestalten.
1938 erhielt er den von den Nationalsozialisten gestifteten Tilman-Riemenschneider-Preis.
Mit Beginn des Zweiten Weltkriegs wurde Rother als Hundertschaftsführer am Westwall eingesetzt. Einer Einberufung gegen Ende des Kriegs zum Volkssturm nach Gerolzhofen entzog er sich.
Richard Rother war als „städtischer Hilfsangestellter“ in den Jahren 1931 bis 1965 Lehrer der Bildhauerklasse an der Kunst- und Handwerkerschule Würzburg. Erst im Alter von 72 Jahren ging er in den Ruhestand. Zu einer Passion entwickelte sich die schon früh begonnene Imkerei.
Er war Mitglied der Hetzfelder Flößerzunft, einer 1905 gegründeten Vereinigung von Künstlern und Kunstfreunden in Würzburg, die ihren Sitz im sogenannten Döle in der Stegenturmgasse hat. Bereits 1938 erhielt er den Mainfränkischen Kunstpreis. Die Stadt Würzburg verlieh ihm ihren Kulturpreis 1975; desgleichen die Stadt Kitzingen kurz darauf. Außerdem wurde seine künstlerische Arbeit 1957 mit dem Deutschen Weinkulturpreis gewürdigt.
Richard Rothers Urnen-Grabstätte liegt auf dem Friedhof der Hohenfelder Bergkirche in Kitzingen oberhalb der Mainlandschaft.
Wie kaum ein anderer Künstler des 20. Jahrhunderts prägte Rother mit seinen Arbeiten die mainfränkische Kulturlandschaft durch Stein- und Bronzeplastiken.

## Ehrungen
- 1972: Verdienstkreuz 1. Klasse der Bundesrepublik Deutschland
- In seinem Geburtsort Bieber wurde eine Straße nach ihm benannt.
- In Kitzingen trug die Staatliche Realschule seinen Namen, bis im Juli 2015 entschieden wurde, den Namen abzulegen.[11]